# I’m with You (album)
Az I’m with You a Red Hot Chili Peppers amerikai rockegyüttes tizedik stúdióalbuma. 2011. augusztus 26-án jelent meg a Warner Bros. Records kiadónál, a producere Rick Rubin volt. Az album első kislemeze, a The Adventures of Rain Dance Maggie 2011. július 15-én jelent meg a rádióban, három nappal a tervezett időpont előtt a kislemez kiszivárgása miatt.
Az albumot illetően Anthony Kiedis énekes megjegyezte, hogy „nem kérdés – ez egy kezdet”, Chad Smith dobos pedig azt állította, hogy „ez egy új együttes. Ugyanaz a nevünk, de ez egy új együttes.” Flea basszusgitáros ezt nyilatkozta: „számunkra ez egy nagyon … jelentőségteljes és fiatalító újjászületés.”
A zenekar hivatalos honlapja globális zenehallgató-partyt tartott 2011. augusztus 22-én, ahol az egész albumot leadták.

## Az album dalai
Minden dal a Red Hot Chili Peppers szerzeménye.
| 1.    | Monarchy of Roses                   | 4:11 |
| 2.    | Factory of Faith                    | 4:19 |
| 3.    | Brendan’s Death Song                | 5:38 |
| 4.    | Ethiopia                            | 3:50 |
| 5.    | Annie Wants a Baby                  | 3:40 |
| 6.    | Look Around                         | 3:28 |
| 7.    | The Adventures of Rain Dance Maggie | 4:42 |
| 8.    | Did I Let You Know                  | 4:21 |
| 9.    | Goodbye Hooray                      | 3:52 |
| 10.   | Happiness Loves Company             | 3:33 |
| 11.   | Police Station                      | 5:35 |
| 12.   | Even You Brutus?                    | 4:01 |
| 13.   | Meet Me at the Corner               | 4:21 |
| 14.   | Dance, Dance, Dance                 | 3:45 |
| 59:16 |                                     |      |

## Közreműködők
| Red Hot Chili Peppers - Anthony Kiedis – ének - Flea – basszusgitár, trombita, zongora, háttérvokál - Chad Smith – dob, ütőhangszerek - Josh Klinghoffer – gitárok, billentyűs hangszerek, háttérvokál | Kiegészítő zenészek - Greg Kurstin – zongora - Lenny Castro – ütőhangszerek - Mauro Refosco - ütőhangszerek - Money Mark – orgona (Look Around) - Michael Bulger - trombita (Did I Let You Know) | Produkció - Rick Rubin – producer - Greg Fidelman – hangkeverés - Andrew Scheps – hangkeverés - Damien Hirst – művészeti vezető - Clara Balzary – fényképezés - Stéphane Sednaoui – fényképezés |

## Megjelenések
| Ország             | Dátum               | Formátum               |
| ------------------ | ------------------- | ---------------------- |
| Írország           | 2011. augusztus 26. |                        |
| Németország        | 2011. augusztus 26. |                        |
| Egyesült Államok   | 2011. augusztus 29. | CD, digitális letöltés |
| Egyesült Királyság | 2011. augusztus 29. | CD, digitális letöltés |